# Fritz von Herzmanovsky-Orlando
Fritz von Herzmanovsky-Orlando (Vienna, 30 aprile 1877 – Merano, 17 maggio 1954) è stato uno scrittore e disegnatore austriaco.

## Biografia

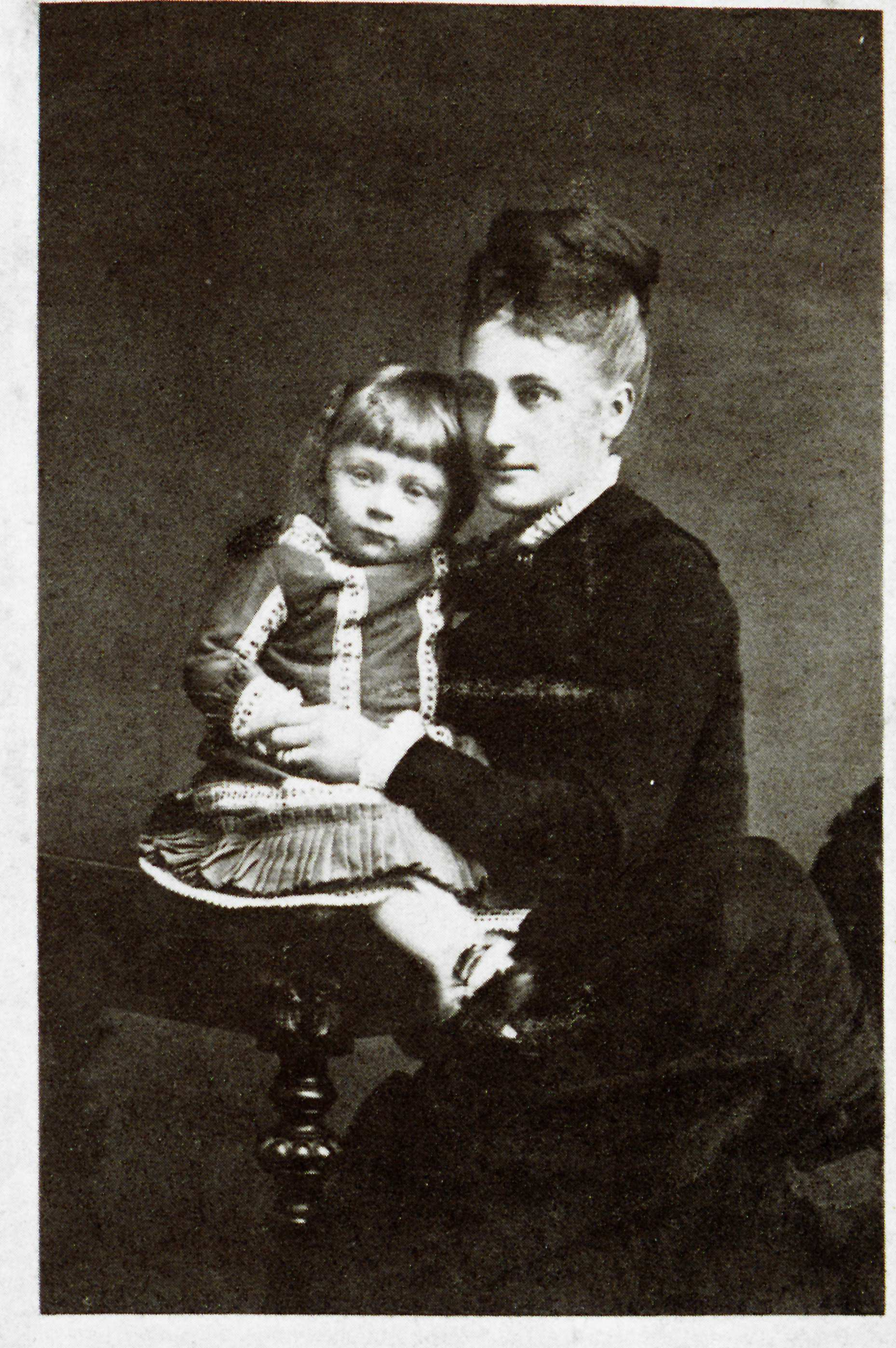
Fritz von Herzmanovsky con la madre Aloisia von Orlando, in una foto realizzata intorno al 1880 da Josef Löwy

Friedrich Josef Franz Ritter von Herzmanowsky era il figlio di Emil Josef Ritter von Herzmanowsky, un funzionario regio originario di Tarnów impiegato presso il Ministero dell'Agricoltura a Vienna e della sua consorte Aloisia von Orlando, originaria di Kosmonosy. Friedrich nacque nella casa paterna, situata al numero 3 della Marokkanergasse (nel distretto di Landstraße). Frequentò il prestigioso ginnasio viennese noto come Theresianum. In seguito studiò ingegneria edile presso il Politecnico di Vienna tra il 1896 ed il 1903. Poco dopo si colloca il suo incontro con l'illustratore, pittore e scrittore Alfred Kubin, destinato a diventare suo grande amico. In quel periodo Herzmanovsky-Orlando entrò in contatto inoltre con altre importanti figure della cultura austriaca e tedesca quali Karl Wolfskehl, Oscar A. H. Schmitz, Gustav Meyrink, Anton Pachinger. A Monaco di Baviera Herzmanovsky-Orlando entra a far parte del cosiddetto Circolo Cosmico (Kosmikerkreis), gruppo di intellettuali e scrittori gravitanti intorno alle figure di Karl Wolfskehl, Ludwig Klages e Alfred Schuler. Herzmanovsky-Orlando lavorò brevemente tra il 1904 ed il 1905 come dipendente presso una società di costruzioni, in seguito autonomamente come architetto.
L'unico suo lavoro di rilievo da architetto è un'abitazione viennese situata nella Wehrgasse, n. 22, nel distretto di Margareten, realizzata nel 1910 in collaborazione con Fritz Keller. Tra il  1911 ed il 1912 abbandona definitivamente la sua attività professionale a causa di una tubercolosi renale cronica. Essendo finanziariamente autosufficiente poté dedicarsi a tempo pieno a diverse attività in ambito artistico e letterario. La necessità di trovare ristoro dalla sua malattia lo condusse a compiere una serie di viaggi. Il primo di questi lo condusse nel 1913 sulla costiera nord orientale del mar Adriatico, dove soggiornò in compagnia della moglie Carmen Maria Schulista (1891-1962; sposata a Vienna il 25 febbraio del 1911). In seguito la coppia visitò l'Egitto, la Sicilia e l'Italia meridionale, in un viaggio di circa quattro mesi intrapreso nel 1914. A causa dell'aggravarsi delle sue condizioni Herzmanovsky-Orlando lascia Vienna e si stabilisce nel 1916 a Merano, dove rimase fino al 1918.

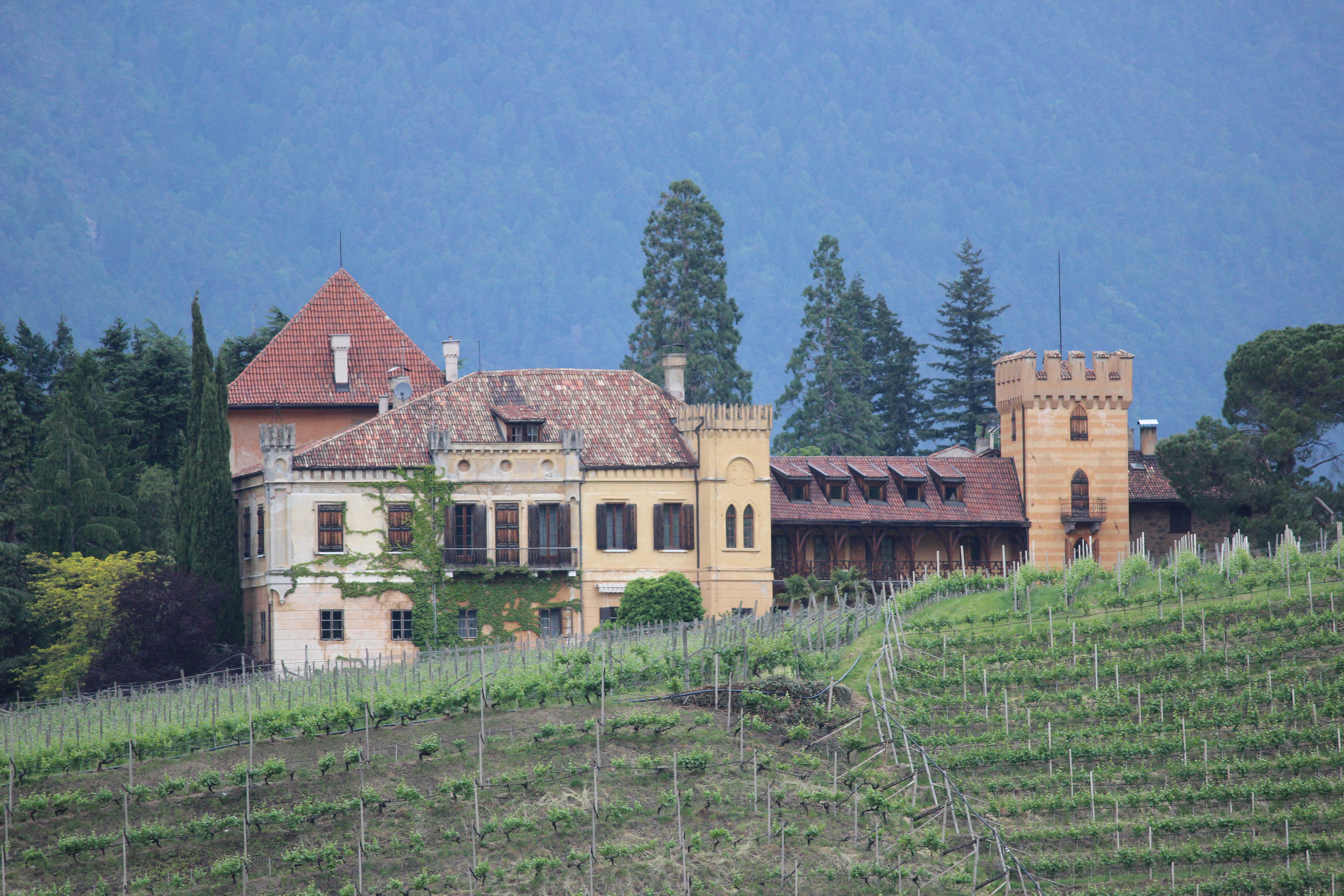
Castel Rametz a Merano

A partire dal 1918 Fritz von Herzmanovsky ottiene il permesso ufficiale di aggiungere al proprio cognome quello materno. La famiglia materna apparteneva ad una famiglia di antica aristocrazia (Uradel) originaria della Svizzera. Il nonno materno Friedrich von Orlando era un possidente terriero di Kleindehsa (Lawalde) nell'Impero tedesco. 
Nel 1932 Herzmanovsky-Orlando aderisce al NSDAP/AO. 
In seguito all'annessione dell'Austria da parte della Germania nazista nel 1938, Herzmanovsky-Orlando è costretto ad abbandonare il Sud Tirolo a causa dell'entrata in vigore delle Opzioni in Alto Adige. Herzmanovsky-Orlando si trasferì a Malcesine sul lago di Garda. Solamente nel 1949 fece ritorno a Merano. Trascorse i suoi ultimi anni nel vicino castello di Rametz, dove morì il 17 maggio del 1954. 
Nel 1970 gli venne dedicata una via nel distretto viennese di Floridsdorf, la Herzmanovsky-Orlando-Gasse.

## Produzione artistica
Pochissime opere di Fritz von Herzmanovsky-Orlando vennero pubblicate mentre era in vita. Diversi suoi scritti inoltre si presentano solamente in forma incompiuta. La sua vasta produzione letteraria, costituita principalmente da lavori in prosa e opere teatrali, divenne nota al grande pubblico solamente dopo la sua morte. La prima edizione completa delle sue opere venne curata da Friedrich Torberg.
In qualità di curatore Torberg ebbe una forte impronta sugli scritti di Herzmanovsky-Orlando, introducendovi manipolazioni oggetto di critiche. Una seconda edizione completa realizzata a vent'anni di distanza riprende fedelmente l'originale di Herzmanovsky-Orlando. 
Le opere di Herzmanovsky-Orlando contengono diversi riferimenti a una realtà di fantasia denominata Tarockei, caratterizzata usando uno stile decadente, barocco, parodistico. 
Nelle opere di Herzmanovsky-Orlando sono riconoscibili le influenze del Kosmikerkreis, come anche di scrittori di orientamento irrazionale ed esoterico, come Adolf Lanz. Fritz von Herzmanovsky-Orlando fu peraltro un membro dell'Ordine dei Nuovi Templari fondato da quest'ultimo.
Solamente della novella Der Gaulschreck im Rosennetz. Eine Wiener Schnurre aus dem modernden Barock esiste una traduzione italiana, con il titolo Lo spaventacavalli nel roseto (Rizzoli, 1962). Esistono inoltre traduzioni in inglese e francese di alcune delle sue opere più significative.

## Opere

### Novelle (Österreichische Trilogie)
- Der Gaulschreck im Rosennetz. Eine Wiener Schnurre aus dem modernden Barock
- Rout am fliegenden Holländer
- Das Maskenspiel der Genien

### Drammi
- Die Fürstin von Cythera. Venezianische Maskenkomödie von F. von Orlando
- Kaiser Joseph und die Bahnwärterstochter. Eine dramatische Stimme aus Innerösterreich zum Klang gebracht durch Friedrich von Orlando Herrn und Landstand in Krain und auf der Windischen Mark, Patrizier von Triest und Fiume etc.etc. Von demselben demselben ehrfurchtsvoll gewidmet.
- ’s Wiesenhendl oder Der abgelehnte Drilling. Münchner Komödie in drei Aufzügen von Fritz von Orlando
- Prinz Hamlet der Osterhase oder „Selawie“ oder Baby Wallenstein. Eine Gesellschaftskomödie aus den feinsten Kreisen Böhmens und Mährens von Friedrich von Orlando
- Die Krone von Byzanz. Ein Mysterium aus dem Rokoko der Levante
- Exzellenzen ausstopfen – ein Unfug. Ein skandalöses Begebnis aus dem alten Wien (Prolog und 11 Bilder) gesungen von Friedrich von Orlando
- Das Tyroler Drachenspiel (frammento)

### Radiodramma
- Der verirrte böse Hund

### Balletti e pantomime
- Der Zaubergarten oder Zweimal tot und lebendig. Ein Salzburger Ballett für nervenstarke Leute
- Die Fahrt ins Traumland. Surrealistisches Ballett
- Youghiogheny. Eine Pantomime. Vorspiel und ein Aufzug
- Diana und Endymion. Wiener Ballett in drei Aufzügen
- Der Raub der Europa. Pantomime in drei Aufzügen
- Abduhenendas mißratene Töchter. Groteske, getanzt, gesprochen und gesungen in vier Bildern
- Das Bajaderenopfer. Ballett

### Racconti
- Cavaliere Huscher oder von Ybs verhängnisvolle Meerfahrt. Eine Erzählung
- Dem Andenken der großen Naiven Stella Hohenfels
- Don Carlos. Ein Erlebnis
- Kleine Geschichten um Gustav Meyrink
- Beethovens letzte Magd. Eine historische Reminiszenz
- Onkel Tonis verpatzter Heiliger Abend
- Onkel Toni und Nietzsche
- Onkel Toni und die Klystierspritze
- Das Unheil breitet seine Fittiche über die Familie Watzka aus
- Das Unglück mit den Wanzen
- Das Familienbild
- Das jüngste Gericht
- Pater Kniakals erbauliche Predigt
- Der Mann mit den drei Schuhen
- Gibt es Wassertrompeter?
- Der konfuse Brief
- Der Zwerg im Nebel
- Der Kommandant von Kalymnos. Ein Mysterium aus dem Rokoko der Levante
- Apoll von Nichts. Novelle
- Apoll von Nichts. Skurrile Erzählung von Fritz von Herzmanovsky-Orlando (Meran)
- Der verirrte böse Hund. Erzählung

### Edizioni
- Der Kommandant von Kalymnos. Wien 1926
- Der Gaulschreck im Rosennetz. A. Wolf Verlag, Wien 1928
- Der letzte Hofzwerg. Wien 1928
- Gesammelte Werke. (a cura di Friedrich Torberg), Langen-Müller Verlag, München
  - Bd. 1. Der Gaulschreck im Rosennetz. 1957
  - Bd. 2. Maskenspiel der Genien. 1958
  - Bd. 3. Lustspiele und Ballette. 1960
  - Bd. 4. Cavaliere Huscher und andere Erzählungen. 1963
- Tarockanische Miniaturen. Graz u. a. 1964
- Zeichnungen. Salzburg 1965
- Zerbinettas Befreiung. Frankfurt am Main 1965
- Tarockanische Geheimnisse. Wien 1974
- Das Gesamtwerk. München u. a. 1975
- Kaiser Joseph und die Bahnwärterstochter. Frankfurt am Main 1975
- 's Wiesenhendl oder Der abgelehnte Drilling. Köln 1975
- Prinz Hamlet der Osterhase oder „Selawie“ oder Baby Wallenstein. Köln 1975
- Perle und Tarockanien. München 1980 (con Alfred Kubin)
- Sämtliche Werke. Salzburg u. a.
  - Vol. 1. Österreichische Trilogie, 1. Der Gaulschreck im Rosennetz. (curato e commentato da Susanna Kirschl-Goldberg), Residenz Verlag, Salzburg-Wien 1983 ISBN 3-7017-0350-7
  - Vol. 2. Österreichische Trilogie, 2. Rout am fliegenden Holländer. (curato e commentato da Susanna Kirschl-Goldberg), Residenz Verlag, Salzburg-Wien 1984 ISBN 3-7017-0364-7
  - Vol. 3. Österreichische Trilogie, 3. Das Maskenspiel der Genien. (curato e commentato da Susanna Goldberg), Residenz Verlag, Salzburg-Wien 1989 ISBN 3-7017-0582-8
  - Vol. 4. Erzählungen, Pantomimen und Ballette. (curato e commentato da Klaralinda Ma-Kircher e Wendelin Schmidt-Dengler), Residenz Verlag, Salzburg-Wien 1991 ISBN 3-7017-0668-9
  - Vol. 5. Zwischen Prosa und Drama. (curato e commentato da Susanna Kirschl-Goldberg), Residenz Verlag, Salzburg-Wien 1986 ISBN 3-7017-0439-2
  - Vol. 6. Dramen. (curato e commentato da Klaralinda Kircher), Residenz Verlag, Salzburg-Wien 1985 ISBN 3-7017-0389-2
  - Vol. 7. Der Briefwechsel mit Alfred Kubin 1903 bis 1952. (curato e commentato da Michael Klein), Residenz Verlag, Salzburg-Wien 1983 ISBN 3-7017-0351-5
  - Vol. 8. Ausgewählte Briefwechsel 1885 bis 1954. (curato e commentato da Max Reinisch), Residenz Verlag, Salzburg-Wien 1989 ISBN 3-7017-0542-9
  - Vol. 9. Skizzen und Fragmente. (curato e commentato da Klaralinda Ma-Kircher), Residenz Verlag, Salzburg-Wien 1992 ISBN 3-7017-0673-5
  - Vol. 10. Sinfonietta Canzonetta Austriaca. (curato e commentato da Susanna Goldberg), Residenz Verlag, Salzburg-Wien 1994 ISBN 3-7017-0674-3
- Im Garten der Erkenntnis. Salzburg u. a. 1988
- Das Beste von Herzmanovsky-Orlando. Wien 1995
- Das grafische Werk. Krems (1987–1997)
  - Vol. 1 . 1893–1899.
  - Vol. 2. 1900–1917.
  - Vol. 3. Druckgrafik.
  - Vol. 4. 1918–1920 Zeichnungen.
  - Vol. 5. 1918–1920 Skizzen.
  - Vol. 6. 1921–1954.
  - Vol. 7. Zur eigenen Literatur.
  - Vol. 8. Entwürfe, Scherenschnitte, Exlibris.
- Sämtliche Werke in drei Büchern bei Zweitausendeins, Zweitausendeins, Frankfurt am Main 1997? ISBN 3-86150-190-2
  - Libro 1: Vol. I (Der Gaulschreck im Rosennetz), Vol. II: Rout am Fliegenden Holländer, Vol. III: Das Maskenspiel der Genien, Vol. IV: Erzählungen, Pantomimen und Ballette
  - Libro 2: Vol. V: Zwischen Prosa und Drama, Vol. VI: Dramen, Vol. IX: Skizzen und Fragmente
  - Libro 3: Vol. X: Sinfonietta Canzonetta Austriaca
- Gaulschreck, Hofzwerg, Exzellenzen. München 2001
- Der Gaulschreck im Rosennetz. (a cura di Susanna Goldberg), Residenz Verlag, Salzburg-Wien 2004, ISBN 3-7017-1381-2
- Scoglio Pomo oder Rout am Fliegenden Holländer. (a cura di Klaralinda Ma-Kircher), Residenz Verlag, St. Pölten-Salzburg 2007, ISBN 978-3-7017-1469-8
- Prosa – Erzählungen und Skizzen. (a cura di Klaralinda Ma-Kircher), Residenz Verlag, St. Pölten-Salzburg 2008, ISBN 978-3-7017-1502-2
- Das Maskenspiel der Genien. (a cura di Klaralinda Ma-Kircher), Residenz Verlag, St. Pölten-Salzburg 2010, ISBN 978-3-7017-1552-7
- Der Gaulschreck im Rosennetz. (a cura di Klaralinda Ma-Kircher), Residenz Verlag, St. Pölten-Salzburg-Wien 2013, ISBN 978-3-7017-1609-8
- Ausgewählte Werke. (a cura di Klaradlinda Ma-Kircher), Residenz Verlag, St. Pölten 2013, ISBN 978-3-7017-1619-7